# Choristoneura improvisana
Choristoneura improvisana es una especie de polilla del género Choristoneura, tribu Archipini, subfamilia Tortricinae. Fue descrita científicamente por Kuznetzov en 1973.

## Distribución
Se distribuye por Europa: Rusia.